# Mamertino (tribuno)
Mamertino (em latim: Mamertinus) foi um oficial romano de meados do século V. Em data desconhecida serviu como tribuno em Favianis, na província de Nórica, onde liderou um ataque bem sucedido contra salteadores bárbaros. Mais adiante abandonaria a vida pública e tornar-se-ia um bispo.